# YY Большого Пса
YY Большого Пса (лат. YY Canis Majoris) — двойная затменная переменная звезда типа Алголя (EA) в созвездии Большого Пса на расстоянии приблизительно 922 световых лет (около 283 парсеков) от Солнца. Видимая звёздная величина звезды — от +11,7m до +10,9m. Орбитальный период — около 5,6121 суток.

## Характеристики
Первый компонент — оранжевый гигант, эруптивная переменная звезда типа RS Гончих Псов (RS) спектрального класса K1/2III. Эффективная температура — около 5434 К.
Второй компонент — белая звезда спектрального класса A2/0V.